# Alpaida rioja
Alpaida rioja là một loài nhện trong họ Araneidae.
Loài này thuộc chi Alpaida. Alpaida rioja được Herbert Walter Levi miêu tả năm 1988.